# Camilo Mayada
Camilo Mayada (Sauce, 8 de janeiro de 1991) é um futebolista profissional uruguaio que atua como lateral direito. Atualmente, está sem clube.

## Carreira

### Danubio
Camilo Mayada se profissionalizou no Club Danubio, em 2010, no clube atuou até 2014, assinando com o gigante argentino River Plate.

### River Plate
Camilo Mayada integrou o River Plate na campanha vitoriosa da Libertadores da América de 2015.

## Títulos
River Plate
- Copa Sul-Americana: 2014
- Copa Libertadores da América: 2015, 2018
- Recopa Sul-Americana: 2015, 2019

Peñarol
- Campeonato Uruguaio: 2024